# Джеримандъринг
Джеримандъринг (на английски: gerrymandering) е неологизъм, с който се означава практиката умишлено да се манипулират границите на избирателните райони с цел установяване на политическо предимство за определена партия или група.
В джеримандъринга се използват две основни тактики: „раздробяване“ (cracking), при която целта е определена територия със силно ядро поддръжници на противниковата партия да бъде разцепена на много избирателни райони, и „окрупняване“ (packing), при която избирателите на противниковата партия биват концентрирани в един район с цел в останалите райони да бъде ограничено влиянието им.
В допълнение, на база демографските данни за района, с джеримандъринг може да се подпомогне или възпрепятства формирането на силни ядра от избиратели с определен политически, етнически, расов, езиков, религиозен или класов профил, т.е. да се получат в резултат „мнозинствено-малцинствени райони“ (majority-minority districts). Тъй като джеримандъринг се постига с прокарване на поправки в нормативни актове, той се практикува основно от управляващите партии с цел преизбиране и опазване на заетите властови позиции.
Техниката е особено ефективна в непропорционалните избирателни системи, при които има тенденция за по-малко партии, например системата с относително мнозинство. В пропорционалните избирателни системи, където политическите партии се представляват като съотношение от общия брой получени гласове, джеримандърингът има малко или никакво значение.
В опит да се попречи на практиката на джеримандъринг, в някои държави като Австралия, Канада и Великобритания, право да определят границите на избирателните райони имат само оторизирани, независими организации. Джеримандърингът е характерен за страни, където отговорността за определяне на границите на избирателните райони се носи от самите избирани политици, които обаче имат очевиден и непосредствен интерес от резултатите от процеса.

## Етимология
Терминът се появява във в-к „Бостън Газет“ на 26 март 1812 година, като реакция след подписването от губернатора Елбридж Гери на проектозакон за прекрояване на избирателните райони в Масачузетс за предстоящите изборите за сенат, с което е създаден новият избирателен район Южен Есекс по начин, облагодетелстващ кандидатите на Демократично-републиканската партия пред тези на Федералистите. Новият избирателен район има форма, която отпечатаната в Бостън Газет карикатура оприличава на чудовищен митологичен саламандър. Оттам думата „джеримандъринг“ е портманто между фамилията на Гери (във варианта „Джери“) и думата „саламандър“. Точният автор на термина обаче не е изяснен; много историци смятат, че това са редакторите вестника Нейтън Хейл, Бенджамин Ръсел и Джон Ръсел, но липсват категорични исторически сведения. Самата карикатура вероятно е била нарисувана от гравьора Елканах Тисдейл, като оригиналните дървени клишета са запазени в Библиотеката на Конгреса.
През цялата останала 1812 година думата „джеримандъринг“ продължава да се използва все по-широко и скоро започва с нея да се описва не само оригиналния масачузетски пример, но и други случаи на манипулиране границите на избирателните райони с цел постигане на „партизански“ победи и в други щати. Според речника Oxford English Dictionary, неологизмът за първи път влиза в речник през 1848 година, а в енциклопедия – през 1868 година. Произношението в началото е било „геримандеринг“, впоследствие изменено да започва с „дж“.

## Пример
Как джеримандърингът може да повлияе на изборните резултати при непропорционална избирателна система? Нека имаме в „национален“ мащаб общо 15 избирателя в 3 избирателни района с равен брой избиратели във всеки, подали гласове за две партии – партия „Слива“ (сини квадратчета) и партия „Портокал“ (червени кръгчета) (виж картинката). Нека броят гласове в национален мащаб за „Слива“ и „Портокал“ е съответно 9 и 6.
Ако се установят границите на избирателните райони по определен начин, са възможни следните варианти, илюстрирани с удебелена черта:
- (a) – създадени са три смесени района, които носят на партия „Слива“ победа от 3:0. Това е непропорционален резултат предвид мнозинството от 9:6 за „Слива“ в национален мащаб.
- (b) – партия „Портокал“ печели централния район, докато партия „Слива“ печели двата периферни района. Резултатът 2:1 отразява по-точно съотношението на гласовете 9:6.
- (c) – с прилагане на джеримандъринг техника, партия „Портокал“ си осигурява победа 2:1 над партия „Слива“, въпреки по-малкото подадени за нея гласове в национален мащаб.